# Dagobert Wurmser

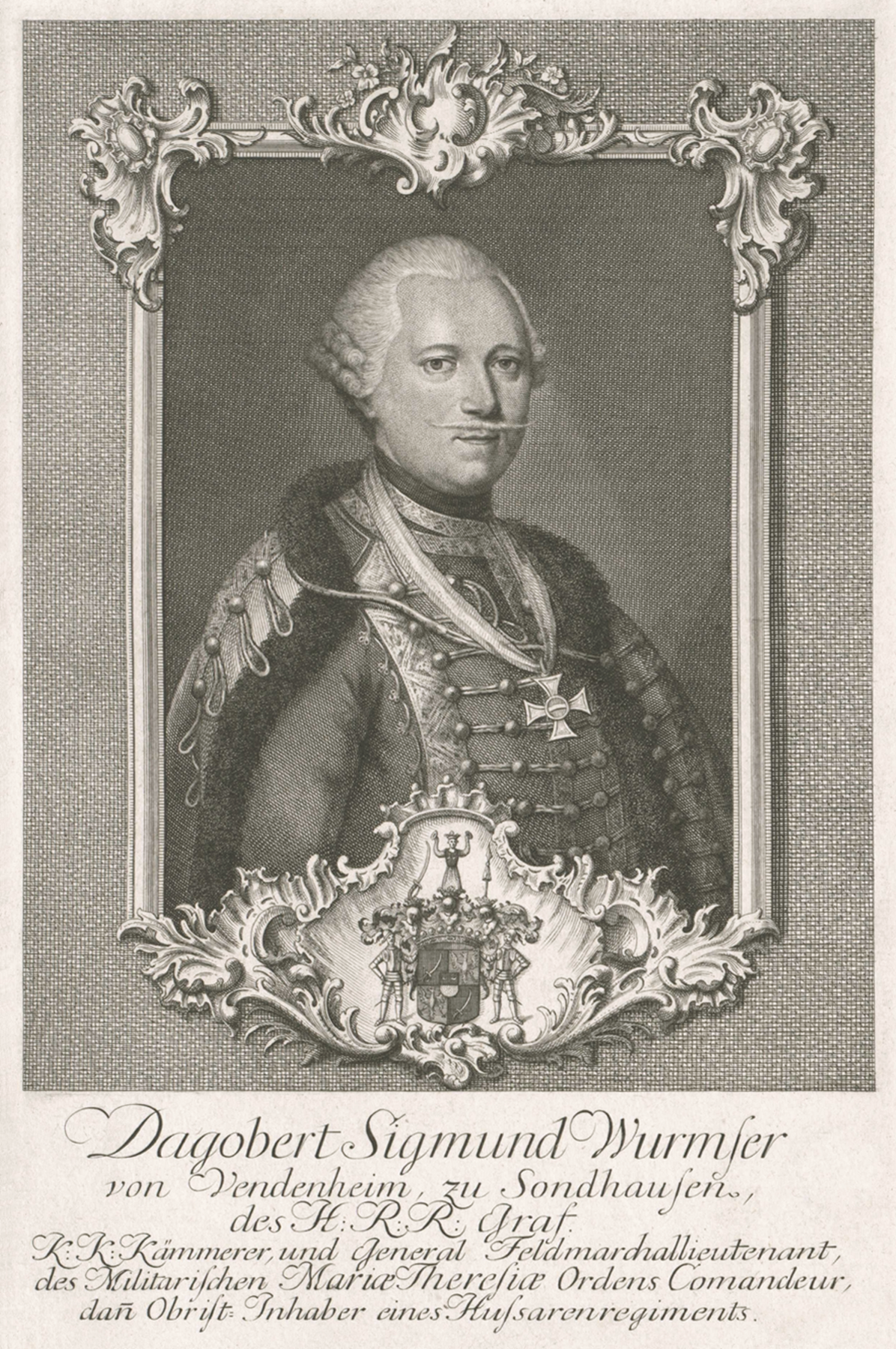
Dagobert Wurmser

Dagobert Sigmund von Wurmser, född 7 maj 1724 i Strasbourg, död 21 augusti 1797 i Wien, var en österrikisk greve och fältmarskalk. 
Wurmser trädde tidigt i fransk krigstjänst och deltog i österrikiska tronföljdskriget 1740–1748 och sjuårskriget 1757–1763. Därefter trädde han som generalmajor i österrikisk tjänst och utförde 1779 den största vapenbragden under bayerska tronföljdskriget, nämligen överfallet på Habelschwerdt. 1793–1795 förde Wurmser befäl vid övre Rhen, och åt honom anförtroddes 1796 högsta ledningen av de båda försöken att undsätta Mantua, som var inneslutet av general Napoleon Bonaparte. Båda försöken misslyckades, och efter det senare blev Wurmser själv instängd i Mantua, varefter han gav upp fästningen 2 februari 1797. Wurmser blev därefter högste befälhavare i Ungern.